# Калесник, Станислав Викентьевич
Станисла́в Вике́нтьевич Кале́сник (10 [23] января 1901, Санкт-Петербург — 13 сентября 1977, Ленинград) — советский учёный-географ, геоморфолог, лимнолог, доктор географических наук, профессор, академик АН СССР (1968).

## Биография
Родился 10 (23) января 1901 года в Санкт-Петербурге.
В 1917 году окончил гимназию в Петрограде.
В 1919—1920 годах служил в РККА, воевал на Южном фронте, 8 армия в гражданскую войну.
В 1922 году окончил курсы при Военно-учительском институте в Петрограде.
В 1929 году заочно окончил географический факультет Ленинградского государственного университета. Участник и руководитель многих геоморфологических исследований: горных районов среднеазиатской части СССР, ледников Тянь-Шаня, Алатау. Участвовал в экспедициях на Новой Земле, на островах Карского моря, на Северном Кавказе, в Крыму, в Хибинах, на Кольском полуострове, в Карелии.
В 1929—1931 доцент Ленинградского горного института.
В 1932—1937 годах работал в Ленинградском областном педагогическом институте имени А. С. Бубнова.
С 1935 года — доцент Ленинградского университета. После защиты диссертации в 1938 году, давшей ему сразу степень доктора географических наук — профессор, заведующий кафедрой географии.
В 1943—1949 годах назначался деканом географического факультета и проректором ЛГУ. В 1951 году, после смерти академика Л. С. Берга, назначен заведующим кафедрой физической географии университета.
С 1955 года работал в Лаборатории озероведения АН СССР, с 1971 — Институт озероведения АН СССР. Директор (с 1976)
Добавил в современную гляциологию термины «хионосфера» и «энергия оледенения».
Редактор Энциклопедического словаря географических названий (М., «Советская энциклопедия», 1973).

Могила на Комаровском кладбище

Скончался 13 сентября 1977 года в Ленинграде, похоронен на Комаровском кладбище.

## Награды
- 1944 — Орден «Знак Почёта», в связи с 125-летием основания ЛГУ, за выдающиеся заслуги в деле развития науки и подготовке кадров[7]
- 1944 — Медаль «За оборону Ленинграда»
- 1945 — орден Красной Звезды, за выдающиеся заслуги в развитии науки и техники и в связи с 220-летием АН СССР[8]
- 1945 — Медаль «За доблестный труд в Великой Отечественной войне 1941—1945 гг.»
- 1951 — Орден «Знак Почёта» за выслугу лет и безупречную работу.
- 1951 — Медаль имени Ф. П. Литке Географического общества СССР
- 1957 — Медаль «В память 250-летия Ленинграда»
- 1961 — Заслуженный деятель науки РСФСР
- 1961 — орден Ленина, в связи с 60-летием со дня рождения
- 1966 — Большая золотая медаль за ученые труды Географического общества СССР
- 1967 — Юбилейная медаль «50 лет Вооружённых Сил СССР»
- 1970 — Медаль «В ознаменование 100-летия со дня рождения Владимира Ильича Ленина»
- 1971 — орден Ленина, в связи с 70-летием со дня рождения (22.01.1971)
- 1975 — орден Трудового Красного Знамени, за выслугу лет и в связи с 250-летием АН СССР
- 1975 — Юбилейная медаль «Тридцать лет Победы в Великой Отечественной войне 1941—1945 гг.».

## Членство в организациях

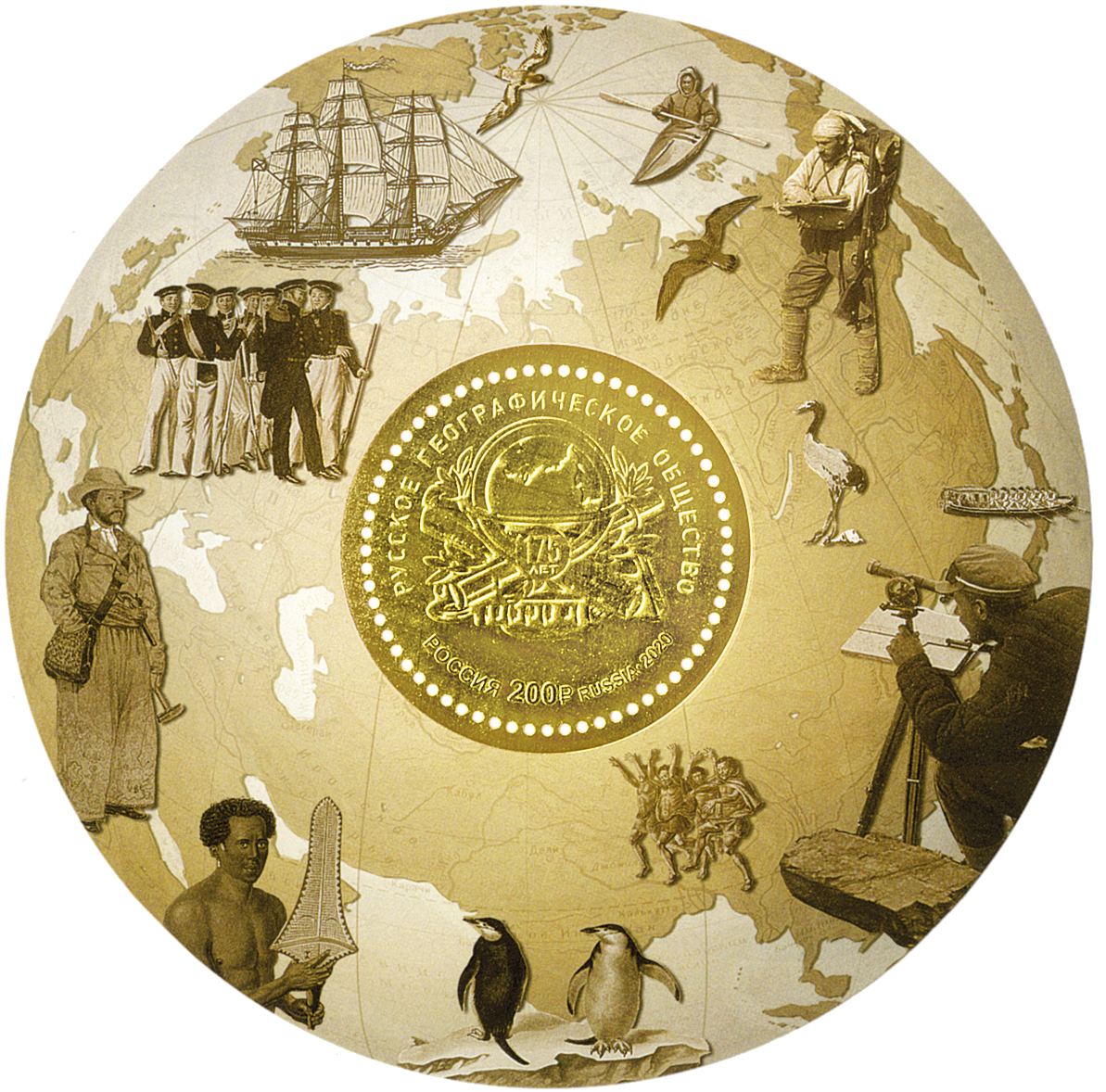
Станислав Калесник (справа внизу) на почтовом блоке России 2020 года ко 175-летию Русского географического общества

- Географическое общество СССР: секретарь Ледниковой комиссии (с 1931), председатель Отделения физической географии (с 1939), член Учёного совета и учёный секретарь (с 1940), вице-президент (с 1952), президент (с 1964).
- Член обкома профсоюза работников высшей школы (Саратов, 1943—1944)
- Почётный член Географического общества Сибири.
- Избран членом-корреспондентом Академии наук СССР (1953), с 1968 года — действительный член АН СССР[9].
- В 1968 году избран вице-президентом Международного географического союза.
- Почётный член Польского (1954), Хорватского (1957), Американского (1964), ГДР (1969) и Венгерского (1971) географических обществ.
- Почётный доктор Краковского и Финского (Турку) университетов.

## Основные научные труды
Автор более 400 научных трудов, среди них:
- Калесник С. В. Горные ледниковые районы СССР, — Л.: Гидрометеоиздат, 1937. — 182 с.
- Калесник С. В. Общая гляциология. — Л. : Учпедгиз, 1939. — 328 с.
- Калесник С. В. Северный Кавказ и Нижний Дон: Физико-географическая характеристика / Академия наук СССР, Институт географии АН СССР. — М.; Л.: Издательство Академии наук СССР, 1946. — 132 с. — (Научно-популярная серия: Природа СССР). — 5000 экз. (обл.)
- Калесник С. В. Основы общего землеведения. — М.; Л.: Учпедгиз, 1947. — 484 с.
  - 2-е изд., перераб. — М.: Учпедгиз, 1955. — 472 с.
- Калесник С. В. Краткий курс общего землеведения. — М.: Географгиз, 1957. — 264 с.
- Калесник С. В. О классификации географических наук // XIX Междунар. геогр. конгр. в Стокгольме. М. : Изд-во АН СССР, 1961. С. 265—267.
- Калесник С. В. Ладожское озеро / С. В. Калесник. — Л.: Гидрометеоиздат, 1968. — 160 с. (обл.)
- Калесник С. В. Общие географические закономерности Земли. — М.: Мысль, 1970. — 283 с.
- Калесник С. В. Зоопланктон Онежского озера. Л.: Наука, 1972—326 с.

## Память
Именем Калесника названы 4 ледника:
- Ледник Калесника[уточнить] в Заилийском Алатау
- Ледник Калесника (Джунгарский Алатау)
- Ледник Калесника[уточнить] на Северном Кавказе
- Ледник Калесника[уточнить] на Полярном Урале.

Пик Калесника — на северном склоне Заилийского Алатау.
Медаль памятная «80 лет со дня рождения С.В.Калесник». Аверс: профильное (влево) пошейное изображение С.В.Калесника (влево), круговая надпись по краю «Станислав Викентьевич Калесник 1901-1977». Реверс: вверху пятиконечная звезда с расходящимися лучами, по краю надпись «От географического общества союза ССР», в центре изображение лаврового венка с заключенной надписью «80 лет со дня рождения»